# 韓飛羽花介
韓飛羽花介（学名：Cytheropteron hanfei）为尾花介科羽花介屬下的一个种。